# Viv Leacock
Viv Leacock (* 20. April 1974 in Montreal, Quebec) ist ein kanadischer Schauspieler und Synchronsprecher.

## Leben
Viv Leacock wurde am 20. April 1974 in Montreal geboren und ist der jüngere Bruder von Richard Leacock. Er debütierte Ende der 1990er Jahre als Schauspieler. Er ist seit dem 1. Februar 2004 mit Divina Leacock verheiratet. Das Paar hat drei Kinder. Sein Sohn Elias Leacock und seine Tochter Vienna Leacock sind auch Schauspieler. Er ist außerdem Onkel zweier Kinder seines Bruders Richard.
Einem breiteren Publikum wurde er 2002 durch seine Rolle in der Komödie I Spy bekannt. Er wirkte als Episodendarsteller in verschiedenen Fernsehserien mit und wirkte in Spielfilmen mit. Er übernahm Nebenrollen etwa 2008 in Wer ist hier der Weihnachtsmann?, 2009 in Frozen – Etwas hat überlebt, 2010 in Meteor Storm, 2012 in Das gibt Ärger oder 2015 in Weihnachten auf Umwegen. Er stellte von 2017 bis 2020 in insgesamt 30 Episoden der Fernsehserie Loudermilk die Rolle des Stevie dar. Von 2018 bis 2021 war er als Reese in der Fernsehserie Lost in Space – Verschollen zwischen fremden Welten zu sehen. Von 2021 bis 2022 wirkte er in 23 Episoden der Fernsehserie Janette Oke: Die Coal Valley Saga in der Rolle des Joseph Canfield mit.
Leacock übernahm Sprecherrollen in den Fernsehserien Mary-Kate and Ashley in Action!, Rekkit the Rabbit und Kong: König der Affen. Er lieh auch Charakteren in Videospielen seine Stimme wie in Def Jam: Fight for NY oder Need for Speed: Underground 2.

## Filmografie (Auswahl)

### Schauspieler
- 1998: Night Man (Fernsehserie, Episode 2x02)
- 1998: Zwei ungleiche Schnüffler (Catch Me If You Can, Fernsehfilm)
- 1999: Road Rage (Fernsehfilm)
- 1999–2001: Sherlock Holmes in the 22nd Century (Fernsehserie, 26 Episoden)
- 2000: Toraburu chokorêto (Fernsehserie, Episode 1x18)
- 2001: Auf kalter Spur (Cold Squad, Fernsehserie, Episode 4x14)
- 2001: Big Sound (Fernsehserie, Episode 1x10)
- 2001: Night Visions (Fernsehserie, Episode 1x01)
- 2001: Doc (Fernsehserie, Episode 2x04)
- 2001–2002: Project ARMS (Fernsehserie, 8 Episoden)
- 2002: I Spy
- 2003: Twilight Zone (Fernsehserie, Episode 1x28)
- 2003: Freddy vs. Jason
- 2004: Family Sins – Familie lebenslänglich (Family Sins, Fernsehfilm)
- 2004: White Coats – Die Chaos Doktoren! (Intern Academy)
- 2004: Smallville (Fernsehserie, Episode 4x01)
- 2004–2005: Da Vinci’s Inquest (Fernsehserie, 3 Episoden)
- 2005: Sind wir schon da? (Are We There Yet?)
- 2005: 24/7 (Kurzfilm)
- 2006: The Collector (Fernsehserie, Episode 3x08)
- 2006: Like Mike 2: Streetball
- 2006: Hard Corps (The Hard Corps)
- 2007: The Last Trimester (Fernsehfilm)
- 2007: Sexy, clever und über 40 (Write & Wrong)
- 2007: Love Notes
- 2007: Intelligence (Fernsehserie, Episode 2x05)
- 2007: Masters of Science Fiction (Fernsehserie, Episode 1x06)
- 2007–2010: Psych (Fernsehserie, 5 Episoden, verschiedene Rollen)
- 2008: Snow Buddies – Abenteuer in Alaska (Snow Buddies)
- 2008: Yeti – Das Schneemonster (Yeti: Curse of the Snow Demon, Fernsehfilm)
- 2008: Paparazzi Princess: The Paris Hilton Story (Fernsehfilm)
- 2008: Wer ist hier der Weihnachtsmann? (Snow 2: Brain Freeze, Fernsehfilm)
- 2009: The Mechanic (Kurzfilm)
- 2009: Frozen – Etwas hat überlebt (The Thaw)
- 2009: 2012
- 2009: Supernatural (Fernsehserie, Episode 4x15)
- 2010: Meteor Storm (Fernsehfilm)
- 2010: Hot Tub – Der Whirlpool … ist ’ne verdammte Zeitmaschine! (Hot Tub Time Machine)
- 2010: Cat vs. Man (Kurzfilm)
- 2010: The Stranger
- 2010: The Tortured
- 2010: A Night for Dying Tigers
- 2010: Fathers & Sons
- 2010: Fringe – Grenzfälle des FBI (Fringe, Fernsehserie, Episode 3x01)
- 2011: Smallville (Fernsehserie, Episode 10x14)
- 2011: Shattered (Fernsehserie, 2 Episoden)
- 2011: Hellcats (Fernsehserie, Episode 1x21)
- 2011: The Edge of the Garden (Fernsehfilm)
- 2011: Cell 213
- 2011: The Killing Game (Fernsehfilm)
- 2011: White Collar Poet (Fernsehserie, 5 Episoden)
- 2012: R. L. Stine’s The Haunting Hour (Fernsehserie, Episode 2x16)
- 2012: Das gibt Ärger (This Means War)
- 2012: Fringe – Grenzfälle des FBI (Fringe, Fernsehserie, Episode 4x13)
- 2012: Best Day Ever: Aiden Kesler 1994–2011
- 2012: Eureka – Die geheime Stadt (Eureka, Fernsehserie, Episode 5x02)
- 2012: Dawn Rider
- 2012: Continuum (Fernsehserie, Episode 1x10)
- 2012: Becoming Redwood
- 2012: A Christmas Story 2
- 2012: The Movie Out Here
- 2013: Twist of Faith (Fernsehfilm)
- 2013: The Carpenter's Miracle (Fernsehfilm)
- 2013: Concrete Blondes
- 2013: Cinemanovels
- 2013: Cedar Cove – Das Gesetz des Herzens (Cedar Cove, Fernsehserie, Episode 1x11)
- 2014: Almost Human (Fernsehserie, Episode 1x09)
- 2014: Death Do Us Part
- 2014: Bedbugs: A Musical Love Story (Kurzfilm)
- 2014: Arrow (Fernsehserie, Episode 2x23)
- 2014: Signed, Sealed, Delivered (Fernsehserie, Episode 1x10)
- 2014: Step Up: All In
- 2014: Bad City
- 2014: High Moon (Fernsehfilm)
- 2014: Mission Weihnachtsmann (Santa Hunters, Fernsehfilm)
- 2014: What an Idiot
- 2014: Supernatural (Fernsehserie, 2 Episoden)
- 2014: Down Here
- 2015: Fatal Memories (Fernsehfilm)
- 2015: Asteroid – Zerstörung aus dem All (Meteor Assault, Fernsehfilm)
- 2015: Lügen haben spitze Zähne (Liar, Liar, Vampire, Fernsehfilm)
- 2015: Weihnachten auf Umwegen (A Christmas Detour, Fernsehfilm)
- 2016: UNIT Bryan (Kurzfilm)
- 2016: Murder Unresolved (Fernsehfilm)
- 2016: The Game of Love (Fernsehfilm)
- 2016: Dead Rising: Endgame
- 2016: Convos with My 2-Year Old (Fernsehserie, Episode 7x05)
- 2016: On the Farm (Fernsehfilm)
- 2016: Dark Harvest
- 2016: Frequency  (Fernsehserie, Episode 1x01)
- 2016: The Goodnight Kiss (Kurzfilm)
- 2016: Mamas Geheimnis (Mommy's Secret, Fernsehfilm)
- 2016: Aurora Teagarden Mysteries (Fernsehserie, Episode 1x04)
- 2016: Sunnyhearts Community Centre (Miniserie, Episode 1x01)
- 2016: Season's Greetings (Fernsehfilm)
- 2016: Marrying the Family
- 2016–2017: Murder, She Baked (Miniserie, 2 Episoden)
- 2016–2017: Dirk Gentlys holistische Detektei (Dirk Gently’s Holistic Detective Agency, Fernsehserie, 12 Episoden)
- 2016–2019: Hailey Dean Mystery (Fernsehserie, 9 Episoden)
- 2017: Bad Date Chronicles (Chronique des rendez-vous désastreux, Fernsehfilm)
- 2017: When We Rise (Miniserie, Episode 1x04)
- 2017: Drone – Tödliche Mission (Drone)
- 2017: Max – Agent auf vier Pfoten (Max 2: White House Hero)
- 2017: Cold Zone
- 2017: Girlfriends’ Guide to Divorce (Fernsehserie, Episode 4x06)
- 2017: Adam: The Mirror (Kurzfilm)
- 2017: Karen Kingsbury's Maggie's Christmas Miracle (Fernsehfilm)
- 2017: Let the Right One In (Fernsehserie, Episode 1x01)
- 2017–2020: Loudermilk (Fernsehserie, 30 Episoden)
- 2018: Akte X – Die unheimlichen Fälle des FBI (The X-Files, Fernsehserie, Episode 11x09)
- 2018: This Sounds Serious: The Case of Daniel Bronstadt (Fernsehserie)
- 2018: A Million Little Things (Fernsehserie, Episode 1x04)
- 2018–2021: Lost in Space – Verschollen zwischen fremden Welten (Lost in Space, Fernsehserie, 7 Episoden)
- 2019: iZombie (Fernsehserie, Episode 5x07)
- 2019: Nesting (Fernsehserie, Episode 1x03)
- 2019: Limetow (Fernsehserie, 2 Episoden)
- 2019: The Kwerks: Find Your Loud (Kurzfilm)
- 2019: It's Beginning to Look a Lot Like Christmas (Fernsehfilm)
- 2020: Batwoman (Fernsehserie, 3 Episoden)
- 2021: Ann Rule's Circle of Deception (Fernsehfilm)
- 2021: Gold Digger Killer (Fernsehfilm)
- 2021: Good News (Kurzfilm)
- 2021: Rise and Shine, Benedict Stone
- 2021: The Unforgivable
- 2021: The Now (Miniserie, 4 Episoden)
- 2021–2022: Janette Oke: Die Coal Valley Saga (When Calls the Heart, Fernsehserie, 23 Episoden)
- 2022: Cruel Instruction (Fernsehfilm)
- 2022: The Name's Slim (Kurzfilm)

## Synchronsprecher (Auswahl)
- 2001–2002: Mary-Kate and Ashley in Action! (Zeichentrickserie, 26 Episoden)
- 2004: Def Jam: Fight for NY (Videospiel)
- 2004: Need for Speed: Underground 2 (Videospiel)
- 2006: Black Lagoon (Burakku Ragūn) (Zeichentrickserie, Episode 1x12)
- 2011: Rekkit the Rabbit (Zeichentrickserie, 77 Episoden)
- 2016–2018: Kong: König der Affen (Kong: King of the Apes) (Animationsserie, 23 Episoden)
- 2021: LEGO Friends: Holiday Special (Animationsfernsehfilm)
- 2022: Deepa und Anoop (Zeichentrickserie, Episode 2x06)